# Gare de Moosch
La gare de Moosch est une gare ferroviaire française de la ligne de Lutterbach à Kruth située sur le territoire de la commune de Moosch dans le département du Haut-Rhin, en région Grand Est.
Elle est mise en service en 1863 par la Compagnie des chemins de fer de l'Est. C'est une halte ferroviaire de la Société nationale des chemins de fer français (SNCF) desservie par des trains TER Grand Est.

## Situation ferroviaire
Établie à 396 m d'altitude, la gare de Moosch est située au point kilométrique (PK) 21,999 de la ligne de Lutterbach à Kruth, entre les gares de Willer-sur-Thur et de Saint-Amarin. 

## Histoire
Le prolongement de la ligne de Mulhouse à Thann jusqu'à Wesserling passe par le village de Moosch où les travaux ne débute qu'en août 1862 du fait de l'impossibilité d'obtenir la cession de nombreux terrains par une procédure amiable. La ligne ainsi que la gare de Moosch sont mises en service le 25 novembre 1863 par la Compagnie des chemins de fer de l'Est.

## Fréquentation
De 2015 à 2024, selon les estimations de la SNCF, la fréquentation annuelle de la gare s'élève aux nombres indiqués dans le tableau ci-dessous.
| Année     | 2015   | 2016   | 2017   | 2018   | 2019   | 2020   | 2021   | 2022   | 2023   | 2024   |
| --------- | ------ | ------ | ------ | ------ | ------ | ------ | ------ | ------ | ------ | ------ |
| Voyageurs | 36 129 | 33 327 | 38 416 | 39 646 | 41 079 | 34 358 | 35 531 | 42 549 | 51 869 | 57 155 |

## Service des voyageurs

### Accueil
Halte SNCF, c'est un point d'arrêt non géré (PANG) à entrée libre. Elle est équipée d'automates pour l'achat de titres de transport.

### Desserte
Moosch est desservie par des trains TER Grand Est qui effectuent des missions : entre les gares de Kruth et Thann ou Thann-Saint-Jacques ; et entre les gares de Kruth, ou Wesserling ou terminus, et Mulhouse-Ville.

### Intermodalité
Un parc pour les vélos et un parking pour les véhicules sont aménagés.